# Gleisanschluss Kaliwerk Bischofferode
| Die ehemalige Gleisstrecke als Fahrradweg kreuzt die Straße Bischofferode-Hauröden |                      |                                                |                                                |
| Spurweite: | 1435 mm (Normalspur) |                                                |                                                |
| |                      |                                                |                                                |
| \| \| \| von Herzberg \| \| \| \| \| Bischofferode Zusammenstellbahnhof und Bahnhof \| \| \| \| \| \| \| \| \| \| nach Bleicherode \| \| \| \| \| Straße Bischofferode-Hauröden \| \| \| \| \| Werksbahnhof Bischofferode Schacht \| \| |                      |                                                |                                                |
| Strecke (außer Betrieb) |                      | von Herzberg                                   | von Herzberg                                   |
| Kopfbahnhof Streckenanfang (Strecke außer Betrieb) · Bahnhof (Strecke außer Betrieb) |                      | Bischofferode Zusammenstellbahnhof und Bahnhof | Bischofferode Zusammenstellbahnhof und Bahnhof |
| Abzweig geradeaus und nach links (Strecke außer Betrieb) · Abzweig geradeaus und von rechts (Strecke außer Betrieb) |                      |                                                |                                                |
| Strecke (außer Betrieb) · Strecke nach links (außer Betrieb) |                      | nach Bleicherode                               | nach Bleicherode                               |
| Bahnübergang (Strecke außer Betrieb) |                      | Straße Bischofferode-Hauröden                  | Straße Bischofferode-Hauröden                  |
| Betriebs-/Güterbahnhof Streckenende (Strecke außer Betrieb) |                      | Werksbahnhof Bischofferode Schacht             | Werksbahnhof Bischofferode Schacht             |

Die Anschlussbahn Kaliwerk Bischofferode war eine eingleisige Grubenanschlussbahn im Landkreis Eichsfeld in Thüringen. Sie zweigt von der  Bahnstrecke Bleicherode–Herzberg in Bischofferode ab und führt zum dortigen Kaliwerk.

## Verlauf
Die ungefähr 4,5 Kilometer lange Strecke zweigte von Großbodungen kommend vor dem Personenbahnhof Bischofferode zu dem westlich des Bahnhofs gelegenen Zusammenstellbahnhof ab, wo die Güterzüge Kopfmachen müssen. Von dort führt die Strecke in einem Bogen in westliche Richtung, im weiteren Verlauf kreuzte sie die Straße von Bischofferode nach Hauröden. Nach gerader Streckenführung (zum Teil auch mit einem zweiten Gleis) endete die Bahnstrecke im Werksbahnhof des Kaliwerkes.

## Geschichte
Vermutlich mit der Planung und vollständigen Inbetriebnahme des Kaliwerkes Bischofferode und weiteren Gruben in der Umgebung wurde Anfang des 20. Jahrhunderts auch die Bahnstrecke von Bleicherode kommend bis Bischofferode geplant und ausgeführt. 1910 wurde der Streckenabschnitt von Großbodungen zum Bahnhof Bischofferode fertiggestellt. Der Abschnitt von Bischofferode bis zum Werksgelände wurde von der werkseigenen Bahn mit eigenem Verkehrsmitteln betrieben. 1947 gehörten folgende Fahrzeuge zum Bestand: 8 Lokomotiven (davon 5 außer Betrieb), 2 Personen- und Gepäckwagen und 26 Güterwagen. Zum Werksbahnhof gehörten entsprechende Gleisanlagen mit Weichen und einem Lokschuppen.
Um die Kaliproduktion nach den Kriegsjahren wieder auf Höchstleistung zu steigern, wurde eine Verbesserung der Personenbeförderung zwischen den Bahnhöfen Großbodungen und Bischofferode und weiter zum Werksbahnhof angestrebt. Da die Deutsche Reichsbahn nicht die notwendigen Kapazitäten hatte, wurde ab Juli 1946 mit den betrieblichen Mitteln der Werksbahn auf dem Streckenabschnitt Großbodungen-Bischofferode mit Übergang zur Anschlussbahn des Kaliwerkes ein Werkspersonenverkehr in Betrieb genommen. Für die Benutzung der Reichsbahnstrecke durch die Werksbahn war eine besondere Zustimmung erforderlich, die in einem Vertrag mit speziellen Betriebsregelungen festgelegt wurden. Unter anderem musste auf der Reichsbahnstrecke ein Reichsbahnangehöriger als Lotze den Zug begleiten, die Mitnahme werksfremder Reisender im Werksverkehr war nicht vorgesehen. Werkslokomotiven durften demnach den Streckenabschnitt von Bleicherode Ost bis Weißenborn benutzen. 1952 kam es zu einer weiteren Vereinbarung zwischen der Reichsbahn und dem VEB Kaliwerk Bismarckshall über eine Weiterführung des Werkpersonenverkehrs. In späteren Jahren wurde die werkseigene Dampflok durch eine Diesellokomotive der Baureihe V-60 ersetzt und je nach Bedarf 1 bis 3 Reisezugwagen eingesetzt. Aktualisierungen der "Anweisung für die Durchführung der werkseigenen Berufszüge des VEB Kaliwerk Thomas Müntzer" erfolgten in den Jahren 1955 und 1972 auf Grund geänderter Betriebsbestimmungen der Reichsbahn. Der im Volksmund Kali-Expreß genannte Werkspersonenverkehr wurde im März 1975 eingestellt und durch Busse des VEB Kraftverkehr ersetzt.
Bis zur Einstellung des Kaliabbaus im Jahr 1993 war die Strecke für den Gütertransport in Betrieb. Mit Schließung des Kaliwerkes wurde auch die Strecke stillgelegt und zurückgebaut. Heute sind noch Teile des Bahndammes im Gelände erkennbar und werden als Fuß- und Radweg genutzt.